# Cochi e Renato
Cochi e Renato ist ein italienisches Komiker- und Musikerduo, das aus Renato Pozzetto und Cochi Ponzoni besteht.

## Karriere
Ponzoni und Pozzetto waren schon als Kinder befreundet und traten in jungen Jahren häufig vor Freunden und Verwandten gemeinsam auf. Ihren ersten öffentlichen Auftritt hatten sie 1965 im Club Cab 64 in Mailand, wo sie zusammen mit Lino Toffolo und Bruno Lauzi auf der Bühne standen. Als Enzo Jannacci und Felice Andreasi zu ihnen stießen, gründeten sie das Ensemble Motore, das sich in Mailand einen Namen machen konnte. In den späten 1960er-Jahren verhalfen Unterhaltungssendungen der Rai dem Duo Cochi e Renato zum Erfolg, etwa Quelli della domenica (1968) und È domenica, ma senza impegno (1969). Ausgestattet mit einer besonderen Komik, gekennzeichnet durch paradoxe und surreale Anwandlungen, stieg die Bekanntheit des Duos Anfang der 1970er durch die Fernsehshow Il poeta e il contadino und die Moderation des Musikwettbewerbs Canzonissima. 1974 begann Pozzetto, sich verstärkt seiner Filmkarriere zu widmen. Nach langer Pause kam es in den 2000er-Jahren zu einer Wiedervereinigung von Cochi e Renato für eine Reihe von Fernseh- und Theaterprojekten.
Das Duo war auch musikalisch sehr aktiv (oft in Zusammenarbeit mit Enzo Jannacci) und hatte mehrere Hits. Das bekannteste Lied ist E la vita, la vita, das 1974 Platz eins der italienischen Charts erreichte.

## Diskografie
Alben

| Jahr | Titel                   | Höchstplatzierung, Gesamtwochen, AuszeichnungChartsChartplatzierungen (Jahr, Titel, Platzierungen, Wochen, Auszeichnungen, Anmerkungen) | Anmerkungen      |
| Jahr | Titel                   | IT | Anmerkungen      |
| ---- | ----------------------- | --- | ---------------- |
| 1974 | Il poeta e il contadino | IT14 (18 Wo.)IT | Derby, DBR 65946 |
| 1974 | E la vita, la vita      | IT1 (16 Wo.)IT | Derby, DBR 69065 |
| 2000 | Le canzoni intelligenti | IT27 (5 Wo.)IT | CGD East West    |

- Una serata con Cochi e Renato (RCA Milano, MML 10446; 1969, live)
- Ritornare alle 17 (Derby, DBR 81768; 1976)
- Libe-libe-là (Derby, DBR 82192; 1977)
- Finché c’è la salute (Warner; 2007)

Singles

| Jahr | Titel Album                   | Höchstplatzierung, Gesamtwochen, AuszeichnungChartsChartplatzierungen (Jahr, Titel, Album, Platzierungen, Wochen, Auszeichnungen, Anmerkungen) | Anmerkungen                              |
| Jahr | Titel Album                   | IT | Anmerkungen                              |
| ---- | ----------------------------- | --- | ---------------------------------------- |
| 1974 | E la vita, la vita            | IT1 (20 Wo.)IT | B-Seite: E gira il mondo Derby, DBR 2689 |
| 1977 | L’inquilino Ritornare alle 17 | IT19 (1 Wo.)IT | B-Seite von Sturmtruppen Derby, DBR 4806 |

- Ho soffritto per te / A me mi piace il mare (Jolly, J 20379; 1966)
- La gallina / Gli indiani (Bluebell Records, bb 3195; 1967)
- Bravo 7+ / A me mi piace il mare (Bluebell Records, bb 3199; 1968)
- È amore / È capitato anche a me (RCA Milano, M 3; 1969)
- Un pezzo di pane / La domenica (RCA Milano, M 7; 1969)
- Ufficio facce / La gallina (RCA, PM 3677; 1972)
- Canzone intelligente / Siamo ancora in tempo (Derby, DBR 1907; 1973)
- La ventosa / La fortuna ha le mutande rosa (Derby, DBR 3709; 1975)
- Il reduce (Parte 1) / Il reduce (Parte 2) (Derby, DBR 5089; 1977)
- Libe-libe-là / A Lourdes (Derby, DBR 5479; 1977)
- Lo sputtanamento / Silvano (CGD, 10106; 1978)

## Belege
1. 1 2 3 4 5 6 7 8  Enrico Lancia, Roberto Poppi: Dizionario del cinema italiano. Gli attori dal 1930 ai giorni nostri. Band 2. Gremese Editore, 2003, ISBN 88-8440-269-7, S. 128 f.
2. 1 2 3  Aldo Grasso (Hrsg.): Enciclopedia della Televisione. Garzanti, Mailand 1996, ISBN 88-11-50466-X.
3. ↑  Enrico Deregibus: Dizionario completo della Canzone Italiana. Giunti Editore, 2010, ISBN 88-09-75625-8, S. 119.
4. 1 2  M&D-Chartarchiv. Musica e dischi, archiviert vom Original (nicht mehr online verfügbar) am 24. Juli 2017; abgerufen am 23. Juli 2017 (italienisch, kostenpflichtiger Abonnement-Zugang).  Info: Der Archivlink wurde automatisch eingesetzt und noch nicht geprüft. Bitte prüfe Original- und Archivlink gemäß Anleitung und entferne dann diesen Hinweis.